# قطعنامه ۱۷۶۷ شورای امنیت
قطعنامه ۱۷۶۷ شورای امنیت سازمان ملل متحد که در تاریخ ۳۰ جولای ۲۰۰۷ تصویب شد، سندی بین‌المللی دربارهٔ بررسی وضعیت میان اریتره و اتیوپی است. این قطعنامه طی نشست ۵۷۲۵ام با ۱۵ رای موافق، ۰ مخالف و ۰ ممتنع تصویب شد.